# 隨手
隨手指圍棋中，不加思考而下出的棋，為日文外來語。「隨手」大多是壞棋、惡手。

## 藤澤秀行的隨手
日本已逝職業棋士藤澤秀行以隨手出名。往往優勢的棋便因隨手而斷送勝利，故其又有「打勺的秀行」之稱。。

## 資料來源
1. ↑  藤澤秀行自傳 的存檔，存档日期2004-10-28.